# Harold Fowler McCormick
Harold Fowler McCormick (2 maggio 1872 – 16 ottobre 1941) è stato un imprenditore statunitense fu Presidente del consiglio di amministrazione della International Harvester Company e membro della famiglia McCormick.
Figlio dell'inventore Cyrus Hall McCormick (1809—1884) e della filantropa Nancy Fowler (1835—1923). 
Nel 1895 sposò Edith Rockefeller (1872—1932), la figlia minore di John Davison Rockefeller (1839—1937), cofondatore della Standard Oil, e di Laura Celestia "Cettie" Spelman (1839—1915). 
Harold divenne il terzo inaugural trustee della Fondazione Rockefeller. 
Fu anche trustee dell'Università di Chicago, che Rockefeller aveva fondato. 
Lui ed Edith ebbero cinque figli (i primi due morti giovani) prima di divorziare nel dicembre 1921.
Dopo il divorzio da Edith, Harold sposò la cantante lirica Ganna Walska,
divorziarono nel 1931.